# Whitefish Bay
Whitefish Bay és una població dels Estats Units a l'estat de Wisconsin. Segons el cens del 2000 tenia 14.163 habitants.

## Demografia
Segons el cens del 2000, Whitefish Bay tenia 14.163 habitants, 5.457 habitatges, i 4.016 famílies. La densitat de població era de 2.555,3 habitants per km².
Dels 5.457 habitatges en un 40,1% hi vivien nens de menys de 18 anys, en un 64,7% hi vivien parelles casades, en un 7% dones solteres, i en un 26,4% no eren unitats familiars. En el 22,9% dels habitatges hi vivien persones soles el 8,4% de les quals corresponia a persones de 65 anys o més que vivien soles. El nombre mitjà de persones vivint en cada habitatge era de 2,59 i el nombre mitjà de persones que vivien en cada família era de 3,09.
Per edats la població es repartia de la següent manera: un 29,4% tenia menys de 18 anys, un 3,6% entre 18 i 24, un 30% entre 25 i 44, un 25,1% de 45 a 60 i un 11,8% 65 anys o més.
L'edat mediana era de 38 anys. Per cada 100 dones de 18 o més anys hi havia 87,2 homes.
La renda mediana per habitatge era de 80.755 $ i la renda mediana per família de 95.744 $. Els homes tenien una renda mediana de 63.011 $ mentre que les dones 43.893 $. La renda per capita de la població era de 39.609 $. Aproximadament el 2,4% de les famílies i el 3,2% de la població estaven per davall del llindar de pobresa.

## Poblacions més properes
El següent diagrama mostra les poblacions més properes.